# Hippodrome de Groenendael
Pour les articles homonymes, voir Groenendael.
L’hippodrome de Groenendael se trouve dans la forêt de Soignes en Belgique. Construit en 1887, après que le roi Léopold II eut trouvé l'hippodrome de Boitsfort trop petit. En 2001, et après une importante rénovation en 1985, la Société royale d'encouragement pour l'amélioration des races de chevaux en Belgique, fondée en 1834, fit faillite et la piste ainsi que les installations furent abandonnées. La plupart des bâtiments ont été démolis entre 2001 et 2013.

## Infrastructures
Grâce à sa situation en pleine forêt, il était le seul hippodrome de Belgique à proposer une course de 1 600 mètres en ligne droite. Les chevaux parcouraient la première partie de la course dans la descente et devaient finir l'épreuve en montée jusqu'à l'arrivée devant les tribunes. Cette particularité remarquable se voit très bien encore sur l'image satellite.

### Gare de l'hippodrome
Sa proximité avec la gare de Groenendael assurait aux amateurs sans voiture une facilité d'accès appréciée. Entre 1892 et 1978 une courte ligne ferroviaire (ligne 161B), désormais déferrée, aboutissait directement à l'hippodrome où se trouvait une gare en impasse appelée Groenendael-Hippodrome ; elle était utilisée pour des trains de voyageurs spéciaux lors des courses hippiques mais aussi pour acheminer les chevaux de courses et d'autres marchandises.
En 1904, la gare de Groenendael-Hippodrome disposait de six voies à quai, de deux voies de garage ainsi que d'une plaque tournante pour les locomotives. Ces installations étaient fortement insuffisantes pour parquer tous les trains de voyageurs les jours de course, il fut donc envisagé de doubler la capacité de la gare. Au plus grand, la gare avait dix voies à cinq quais avec une conciergerie: le bâtiment de la gare et la conciergerie sont détruits dans une explosion de munition de la première guerre mondiale le 6 mai 1919.
Le site de la gare, remplacé par un parking, est depuis en voie de revégétalisation.

## Courses
Les courses avaient lieu en plat, haies et Steeple chase. Des quatre hippodromes belges les plus actifs à l'époque, à savoir Boitsfort, Ostende, Sterrebeek et Groenendael, ce dernier était unanimement considéré comme le plus beau. La course se déroulait à main gauche (dans le sens contraire des aiguilles d'une montre).

## Démolitions
Les deux tribunes d'origine ont été démolies en 1985, en laissant entre elles la loge royale intacte. La grande tribune qui les avait remplacé a été à son tour déblayée en 2013. 
Les anciennes écuries ainsi qu'un ensemble de bâtiments annexes ont survécu jusque dans les années 2000 et ont été démolies au plus tard en 2013.

## La loge royale et autres vestiges
La loge royale de l'hippodrome de Groenendael, qui constituait autrefois l'élément central édifié entre les deux anciennes tribunes, a été conservée. Classée au patrimoine, elle a été rénovée vers 2015.
Hormis la loge royale des tribunes deux vestiges de l'hippodrome sont encore en place : la marquise métallique, fortement dégradée, sous laquelle s'effectuaient les paris ainsi qu'une partie des caves de la tribune de 1985, qui servent de refuge pour les chauves-souris.

## Galerie d’images

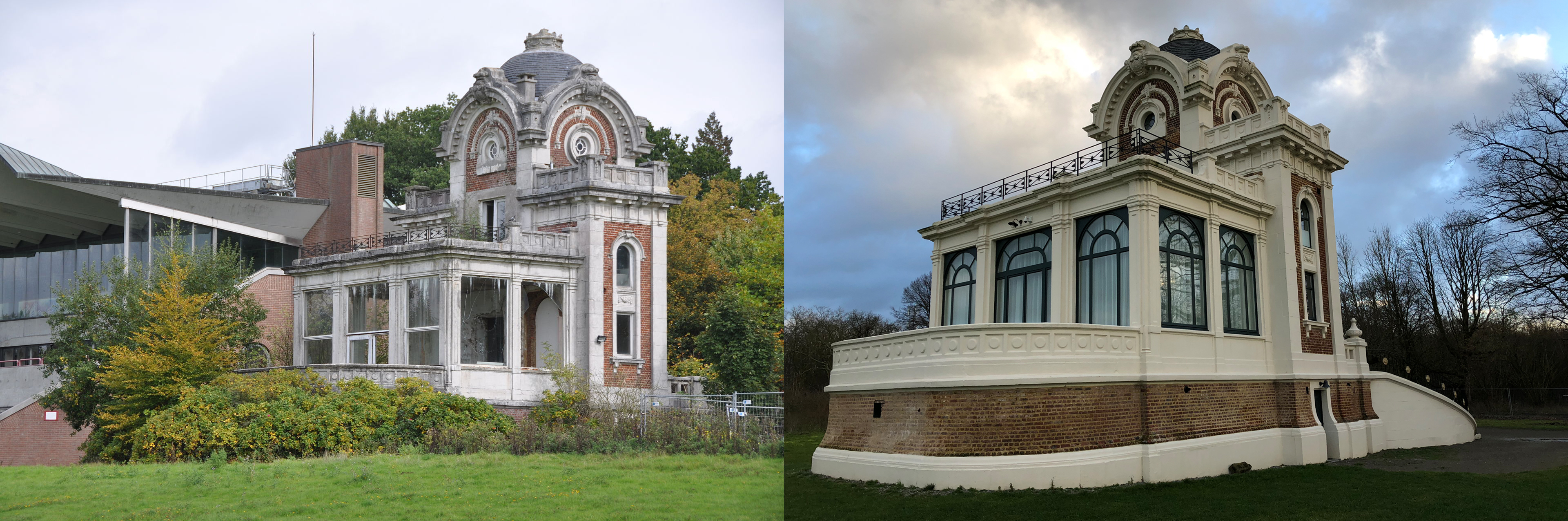
La Loge Royale, avant et après restauration ; sur la gauche, la tribune de 1985.

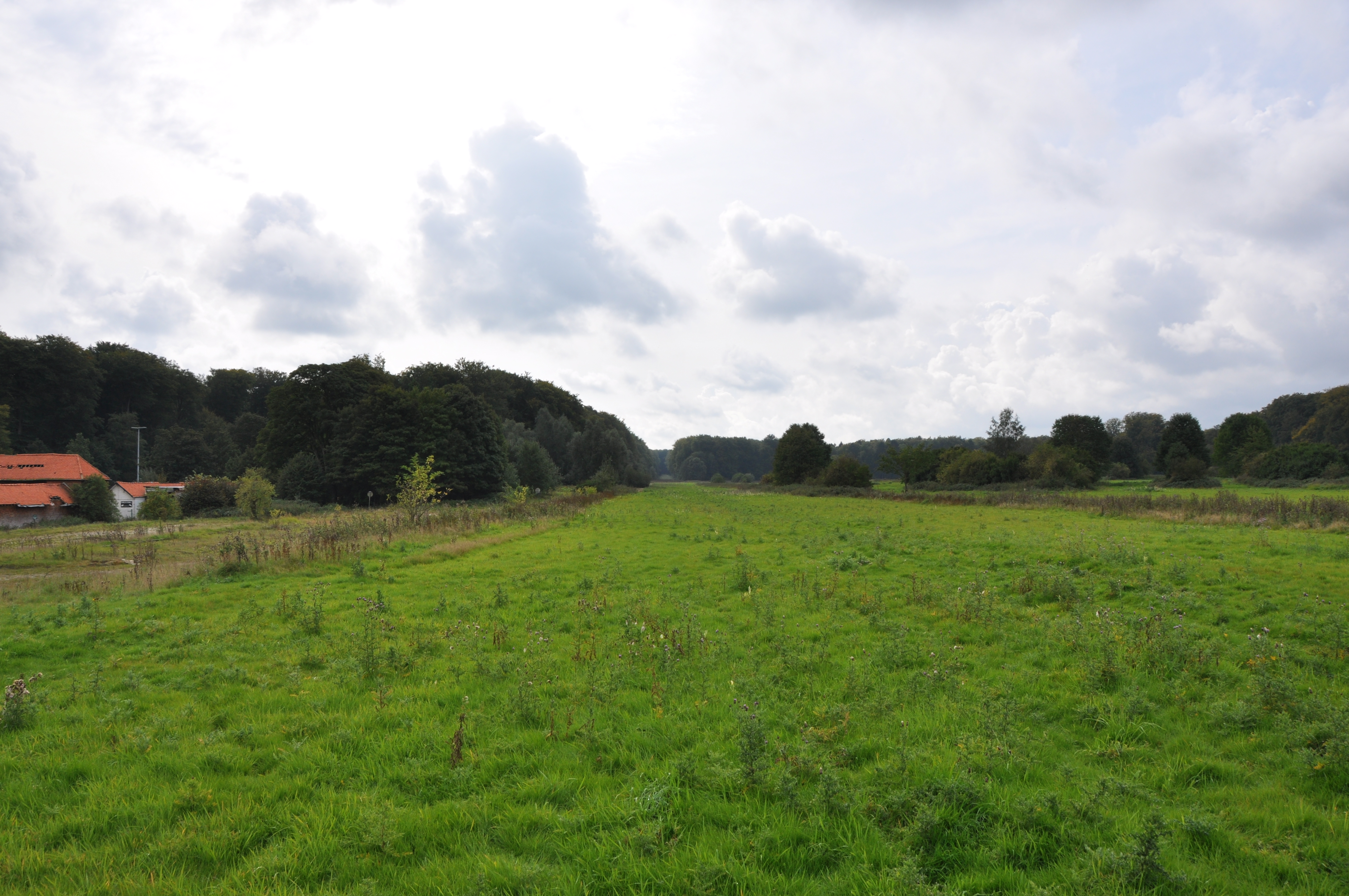
La ligne droite de 1 600 mètres (1 mile).
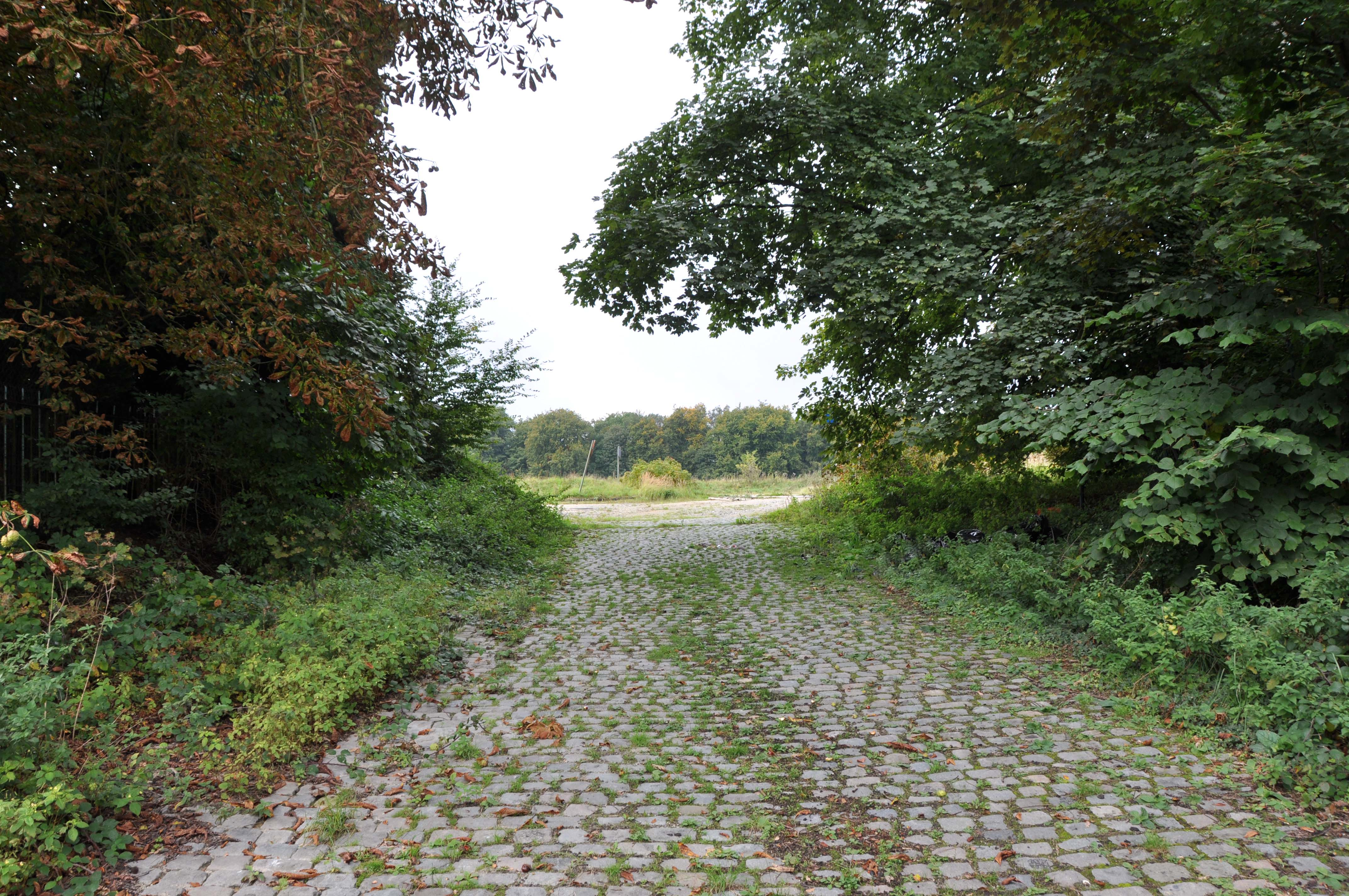
Entrée du parking des Officiels et des Propriétaires, désormais disparue sous une butte de terre.
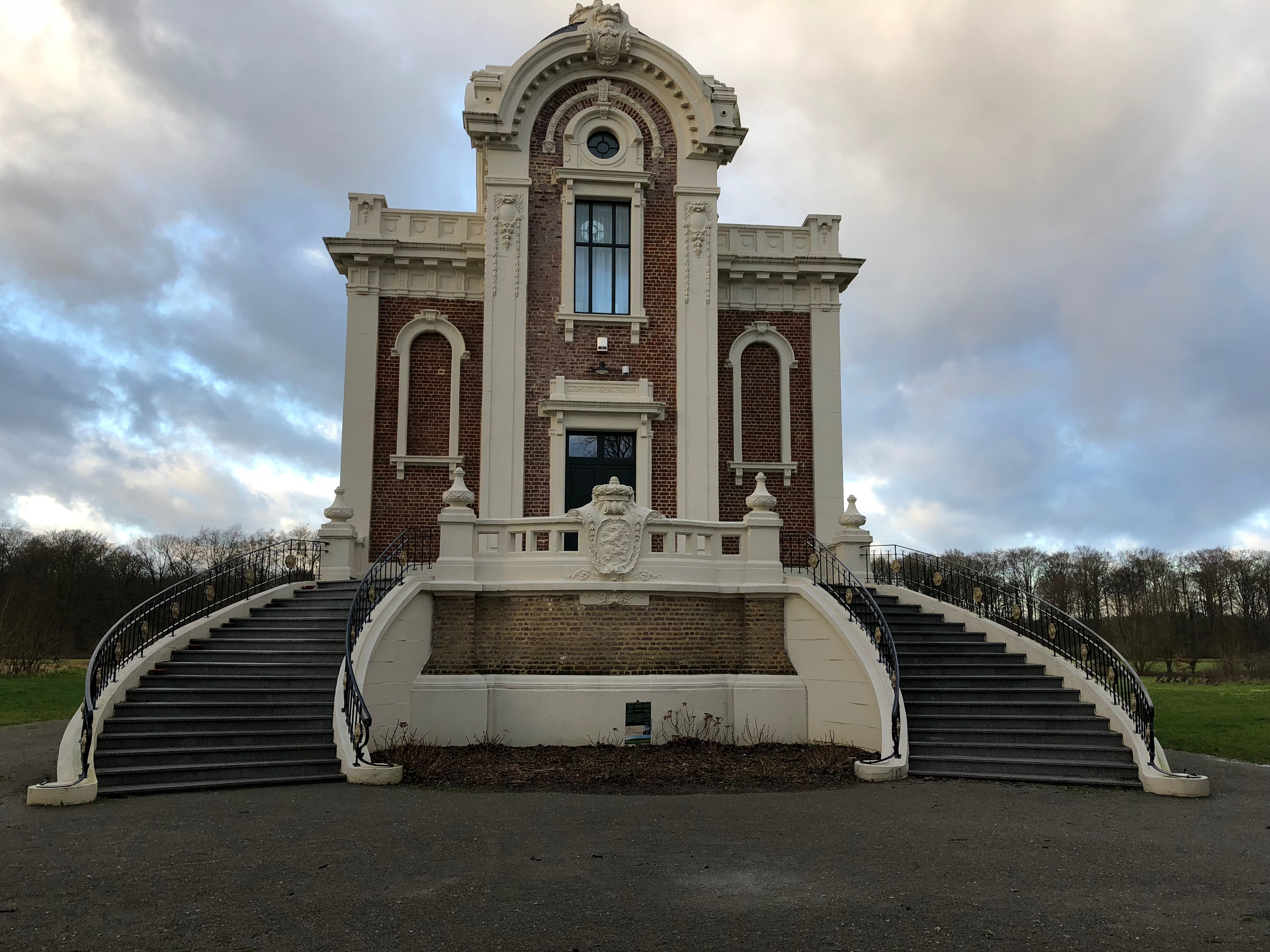
Le grand escalier de la Loge Royale après rénovation.
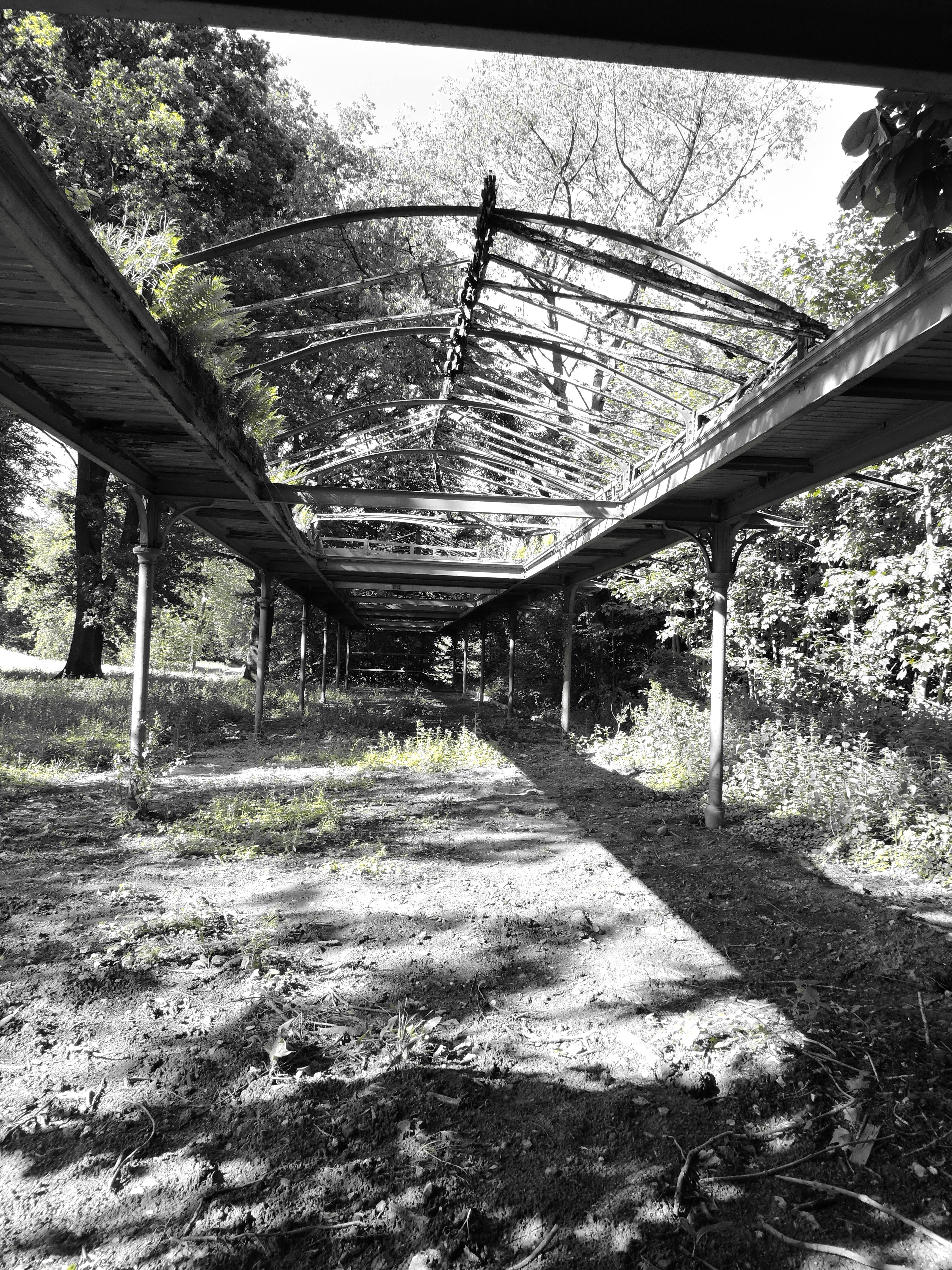
Ancienne marquise.

## Accès
Une paire de parkings a été aménagée à la hauteur de l'ancienne gare de l'hippodrome lors de la transformation de la route de Mont-Saint-Jean en portion du ring de Bruxelles. Abandonnés lors de la faillite de l'hippodrome, les deux parkings ont été effacés du paysage et reboisés à la fin des années 2010[Quand ?] ; seuls subsistent le passage souterrain qui reliait les deux parkings ainsi qu'une petite parcelle asphaltée bordant une antenne relais.

### Transports en commun

#### En bus TEC
L'arrêt Hoeilaart Melkerij, situé à environ 1,2 km de marche de l'hippodrome, est desservi par la ligne TEC n° 366 Ixelles - Rixensart - Court-Saint-Étienne.
Depuis l'arrêt de bus, rentrer dans la forêt de Soignes via la Haken Stakendreef. Arrivé à la route de Mont-Saint-Jean (Ring 0), emprunter le passage souterrain pour atteindre l'hippodrome.

#### En train
- La gare de Groenendael est située à moins de 1,5 km de l'hippodrome. En sortant du train de Bruxelles, emprunter le passage souterrain puis remonter jusqu'à la Chaussée de la Hulpe. La traverser, puis rentrer dans la forêt de Soignes via la Haken Stakendreef. Arrivé à la route de Mont-Saint-Jean (Ring 0), emprunter le passage souterrain pour atteindre l'hippodrome.

- En bus De Lijn (devant la gare de Groenendael) :
  - Bus 395 Leuven - Hoeilaart - Groenendaal
  - Bus 830 Melsbroek Parking Noord - Zaventem - Sterrebeek - Tervuren - Hoeilaart - Groenendaal.